# Gare de Takatsuki (Ōsaka)

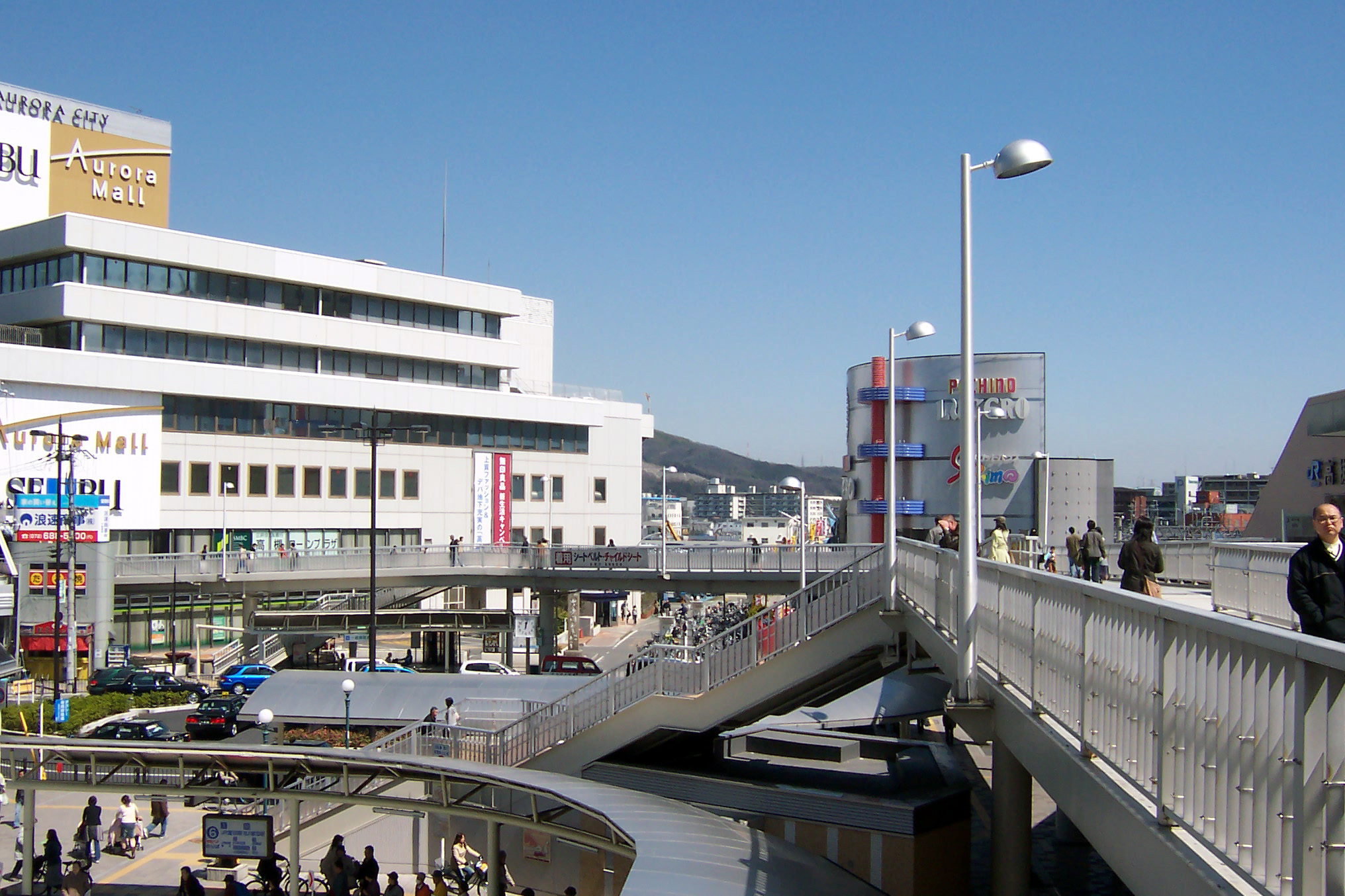
Vue à partir du pont sortie nord

La gare de Takatsuki (高槻駅, Takatsuki-eki) est une gare ferroviaire localisée dans la ville de Takatsuki, dans la préfecture d'Osaka, au Japon. La gare est exploitée par la JR West.

## Trains
Tous les trains régionaux de la ligne JR Kyoto s'arrêtent à la gare de Takatsuki.
- Local (普通 Futsū)
- Rapid Service (快速 Kaisoku)
- Special Rapid Service (新快速 Shin-Kaisoku)

Le Shinkansen ne s'arrête pas à la gare de Takatsuki 

## Disposition des quais
La gare de Takatsuki dispose de deux quais centraux qui permettent aux passagers de transiter rapidement entre trains locaux et rapides.
| 1 | ■Ligne JR Kyoto | Trains express et Special Rapid Service pour Kyoto et Kusatsu                               |
| 2 | ■Ligne JR Kyoto | Trains locaux et Rapid Service pour Kyoto et Kusatsu                                        |
| 3 | ■Ligne JR Kyoto | Trains locaux pour Kyoto                                                                    |
| 4 | ■Ligne JR Kyoto | Trains locaux pour Shin-Osaka, Osaka, Sannomiya et Takarazuka                               |
| 5 | ■Ligne JR Kyoto | Rapid Service pour Shin-Osaka, Osaka et Sannomiya                                           |
| 6 | ■Ligne JR Kyoto | Trains express et Special Rapid Service pour Shin-Osaka, Osaka, Sannomiya et Kansai Airport |

## Gares/Stations adjacentes
| Direction Himeji |  | JR West Ligne JR Kyōto                    |  | Direction Maibara |
| Shin-Osaka       |  | Special Rapid Service 新快速 Shin-Kaisoku |  | Kyoto             |
| Ibaraki          |  | Rapid Service 快速 Kaisoku (le matin)     |  | Nagaokakyō        |
| Ibaraki          |  | Rapid Service 快速 Kaisoku (l'après midi) |  | Shimamoto         |
| Settsu-Tonda     |  | Local 普通 Futsū                          |  | Shimamoto         |

L'après-midi, à partir de Takatsuki et jusqu'à Kyoto, le train Rapid Service s'arrête à toutes les stations, comme un train Local.

## Dans les environs
- Campus Muse de l’Université du Kansai